# Jacopo Dezi
Jacopo Dezi (Atri, 10 febbraio 1992) è un calciatore italiano, centrocampista dell'Arezzo.

## Carriera

### Club
Cresce nelle giovanili del Giulianova con cui disputa, a 17 anni, un torneo di terza serie nel 2009-2010, collezionando 19 presenze. Al termine della stagione viene acquistato in comproprietà dal Napoli, che lo aggrega per due anni alla squadra Primavera.
Nell'estate del 2012, dopo che il Napoli ne acquisisce la seconda metà del cartellino, viene ceduto in prestito al Barletta, in Lega Pro Prima Divisione. Realizza sette reti in 26 presenze, contribuendo alla salvezza del club pugliese. Il 19 luglio 2013 passa in prestito al Crotone, in Serie B. In campionato colleziona 36 presenze e 3 reti e al termine della stagione, il 18 giugno 2014, il club calabrese ne riscatta la metà del cartellino. Nella stagione successiva gioca 33 partite e segna 1 gol. Il 25 giugno 2015 viene riscattato interamente dal Napoli.
Il 28 gennaio 2016, dopo non aver collezionato presenze in maglia azzurra, torna in cadetteria passando in prestito al Bari. Il suo primo gol con la maglia del Bari è quello del 3-0 nella partita vinta 4-0 contro la Ternana. Realizza una doppietta nella trasferta vinta 4-3 contro la Salernitana. A fine stagione torna al Napoli.
Il 18 agosto successivo, passa in prestito al Perugia. Con gli umbri disputa 28 partite mettendo a segno 7 reti, chiudendo al quarto posto il campionato di serie B. Inoltre gioca le due semifinali play-off, in cui gli umbri sono eliminati dal Benevento.
Il 25 luglio 2017 si trasferisce al Parma, neopromosso in Serie B, con la formula del prestito con obbligo di riscatto. Con il Parma alla fine della stagione conquista il secondo posto in classifica e la promozione diretta in Serie A. Il 26 maggio 2019 fa il suo esordio all'età di 27 anni in Serie A, nell'ultima giornata di campionato in trasferta contro la Roma.
Il 26 luglio 2019 viene acquistato dall'Empoli con la formula del prestito annuale con diritto di opzione e obbligo di riscatto. Il 18 agosto segna il suo primo gol con i toscani, nella sfida col Pescara valida per il terzo turno di Coppa Italia. Il 30 agosto successivo si sblocca anche nel campionato cadetto, andando a segno nella trasferta contro il Chievo (1-1). Va a segno anche il 9 novembre 2019 nella sconfitta 1-2 contro il Pescara, prima di venire ceduto il 31 gennaio 2020 all'Entella - via Parma - con la formula del prestito con obbligo di riscatto al verificarsi di determinate condizioni. Segna i suoi primi 2 gol con la nuova maglia il 17 luglio proprio contro l’Empoli nella rimonta da 2-0 a 2-4.
A fine stagione non viene riscattato e il 20 settembre alla prima di campionato torna a giocare in Serie A nel secondo tempo di Parma-Napoli 0-2. Gioca anche la seconda di campionato persa 4-1 a Bologna e non viene più impiegato nelle partite successive. Il 1º febbraio 2021 viene ceduto a titolo definitivo al Venezia. Con 12 presenze nella stagione regolare e 4 nei play-off contribuisce alla promozione in A dei lagunari. Gioca in serie A con il Venezia solo lo scorcio finale della prima partita di campionato persa 2-0 fuori casa contro il Napoli.
Il 31 gennaio 2022 passa a titolo definitivo al Padova, in serie C. Nel primo campionato con i biancoscudati disputa 12 partite di campionato e 6 nei play-off, comprese le due perse contro il Palermo nella finale per la promozione in B. Segna la prima rete per il Padova l'11 settembre 2022, nel successo per 2-1 sul L.R. Vicenza, dove fornisce anche un assist. L'anno successivo, sfila nelle gerarchie collezionando solamente 11 presenze da titolare, tra le quali il secondo turno di Coppa Italia Serie C dove mette a segno la sua prima doppietta in biancoscudato e fornisce anche un assist. Al termine della stagione rimane svincolato concludendo la sua esperienza a Padova con 81 presenze e 6 reti.
Rimane senza squadra sino al 19 febbraio 2025, giorno in cui viene acquistato dall'Arezzo.

### Nazionale
Esordisce in Nazionale Under-21 il 5 marzo 2014 nella gara contro i pari età dell'Irlanda del Nord, valida per le qualificazioni all'Europeo 2015 di categoria. Il giorno seguente viene convocato dal CT della Nazionale maggiore Cesare Prandelli per uno stage organizzato allo scopo di visionare giovani giocatori in vista del Mondiale 2014.
Il 9 settembre 2014 segna il gol del 5-1 nella gara delle qualificazioni europee contro Cipro under 21, gara poi terminata 7-1 per gli azzurrini.
Nel giugno 2015 viene convocato dal mister Massimo Piscedda, come capitano, alle Universiadi in programma a luglio in Corea del Sud, vinte dagli azzurri 3-0 in finale contro i padroni di casa coreani.

## Statistiche

### Presenze e reti nei club
Statistiche aggiornate al 7 maggio 2025.
| Stagione        | Squadra         | Campionato      | Campionato | Campionato | Coppe nazionali | Coppe nazionali | Coppe nazionali | Coppe continentali | Coppe continentali | Coppe continentali | Altre coppe | Altre coppe | Altre coppe | Totale | Totale |
| Stagione        | Squadra         | Comp            | Pres       | Reti       | Comp            | Pres            | Reti            | Comp               | Pres               | Reti               | Comp        | Pres        | Reti        | Pres   | Reti   |
| --------------- | --------------- | --------------- | ---------- | ---------- | --------------- | --------------- | --------------- | ------------------ | ------------------ | ------------------ | ----------- | ----------- | ----------- | ------ | ------ |
| 2009-2010       | Giulianova      | 1D              | 19         | 0          | CI+CI-LP        | 1+0             | 0               | -                  | -                  | -                  | -           | -           | -           | 20     | 0      |
| 2011-2012       | Napoli          | A               | 0          | 0          | CI              | 0               | 0               | UCL                | 0                  | 0                  | -           | -           | -           | 0      | 0      |
| 2012-2013       | Barletta        | 1D              | 26+2       | 7          | CI+CI-LP        | 1+0             | 0               | -                  | -                  | -                  | -           | -           | -           | 29     | 7      |
| 2013-2014       | Crotone         | B               | 36+1       | 3          | CI              | 2               | 0               | -                  | -                  | -                  | -           | -           | -           | 39     | 3      |
| 2014-2015       | Crotone         | B               | 32         | 1          | CI              | 1               | 0               | -                  | -                  | -                  | -           | -           | -           | 33     | 1      |
| Totale Crotone  | Totale Crotone  | Totale Crotone  | 69         | 4          |                 | 3               | 0               |                    | -                  | -                  |             | -           | -           | 72     | 4      |
| 2015-gen. 2016  | Napoli          | A               | 0          | 0          | CI              | 0               | 0               | UEL                | 0                  | 0                  | -           | -           | -           | 0      | 0      |
| Totale Napoli   | Totale Napoli   | Totale Napoli   | 0          | 0          |                 | 0               | 0               |                    | 0                  | 0                  |             | -           | -           | 0      | 0      |
| gen.-giu. 2016  | Bari            | B               | 17+1       | 5          | CI              | 0               | 0               | -                  | -                  | -                  | -           | -           | -           | 18     | 5      |
| 2016-2017       | Perugia         | B               | 36+2       | 7          | CI              | 1               | 0               | -                  | -                  | -                  | -           | -           | -           | 39     | 7      |
| 2017-2018       | Parma           | B               | 35         | 1          | CI              | 0               | 0               | -                  | -                  | -                  | -           | -           | -           | 35     | 1      |
| 2018-2019       | Parma           | A               | 1          | 0          | CI              | 0               | 0               | -                  | -                  | -                  | -           | -           | -           | 1      | 0      |
| 2019-gen. 2020  | Empoli          | B               | 18         | 2          | CI              | 2               | 1               | -                  | -                  | -                  | -           | -           | -           | 20     | 3      |
| gen.-giu. 2020  | Virtus Entella  | B               | 13         | 2          | CI              | 0               | 0               | -                  | -                  | -                  | -           | -           | -           | 13     | 2      |
| 2020-2021       | Parma           | A               | 2          | 0          | CI              | 2               | 0               | -                  | -                  | -                  | -           | -           | -           | 4      | 0      |
| Totale Parma    | Totale Parma    | Totale Parma    | 38         | 1          |                 | 2               | 0               |                    | -                  | -                  |             | -           | -           | 40     | 1      |
| gen.-giu. 2021  | Venezia         | B               | 12+4       | 0          | CI              | -               | -               | -                  | -                  | -                  | -           | -           | -           | 16     | 0      |
| 2021-gen. 2022  | Venezia         | A               | 1          | 0          | CI              | 0               | 0               | -                  | -                  | -                  | -           | -           | -           | 1      | 0      |
| Totale Venezia  | Totale Venezia  | Totale Venezia  | 17         | 0          |                 | 0               | 0               |                    | -                  | -                  |             | -           | -           | 17     | 0      |
| gen.-giu. 2022  | Padova          | C               | 12+6       | 0          | CI-C            | 2               | 0               | -                  | -                  | -                  | -           | -           | -           | 20     | 0      |
| 2022-2023       | Padova          | C               | 29+2       | 2          | CI+CI-C         | 1+0             | 0               | -                  | -                  | -                  | -           | -           | -           | 32     | 2      |
| 2023-2024       | Padova          | C               | 23         | 2          | CI-C            | 6               | 2               | -                  | -                  | -                  | -           | -           | -           | 29     | 4      |
| Totale Padova   | Totale Padova   | Totale Padova   | 64+8       | 4          |                 | 9               | 2               |                    | -                  | -                  |             | -           | -           | 81     | 6      |
| feb.-giu. 2025  | Arezzo          | C               | 10+2       | 0          | CI-C            | -               | -               | -                  | -                  | -                  | -           | -           | -           | 12     | 0      |
| Totale carriera | Totale carriera | Totale carriera | 342        | 31         |                 | 19              | 3               |                    | 0                  | 0                  |             | -           | -           | 361    | 34     |

### Cronologia presenze e reti in nazionale
| Cronologia completa delle presenze e delle reti in nazionale ― Italia under 21 | Cronologia completa delle presenze e delle reti in nazionale ― Italia under 21 | Cronologia completa delle presenze e delle reti in nazionale ― Italia under 21 | Cronologia completa delle presenze e delle reti in nazionale ― Italia under 21 | Cronologia completa delle presenze e delle reti in nazionale ― Italia under 21 | Cronologia completa delle presenze e delle reti in nazionale ― Italia under 21 | Cronologia completa delle presenze e delle reti in nazionale ― Italia under 21 | Cronologia completa delle presenze e delle reti in nazionale ― Italia under 21 |
| Data                                                                           | Città                                                                          | In casa                                                                        | Risultato                                                                      | Ospiti                                                                         | Competizione                                                                   | Reti                                                                           | Note                                                                           |
| ------------------------------------------------------------------------------ | ------------------------------------------------------------------------------ | ------------------------------------------------------------------------------ | ------------------------------------------------------------------------------ | ------------------------------------------------------------------------------ | ------------------------------------------------------------------------------ | ------------------------------------------------------------------------------ | ------------------------------------------------------------------------------ |
| 5-3-2014                                                                       | Lurgan                                                                         | Irlanda del Nord under 21                                                      | 0 – 2                                                                          | Italia under 21                                                                | Qual. Europeo Under-21 2015                                                    | -                                                                              | 73’                                                                            |
| 13-8-2014                                                                      | Ploiești                                                                       | Romania under 21                                                               | 2 – 1                                                                          | Italia under 21                                                                | Amichevole                                                                     | -                                                                              | 77’                                                                            |
| 9-9-2014                                                                       | Castel di Sangro                                                               | Italia under 21                                                                | 7 – 1                                                                          | Cipro under 21                                                                 | Qual. Europeo Under-21 2015                                                    | 1                                                                              | 60’                                                                            |
| 17-11-2014                                                                     | Matera                                                                         | Italia under 21                                                                | 0 – 1                                                                          | Danimarca under 21                                                             | Amichevole                                                                     | -                                                                              | 58’                                                                            |
| Totale                                                                         |                                                                                | Presenze                                                                       | 4                                                                              |                                                                                | Reti                                                                           | 1                                                                              |                                                                                |

## Palmarès

### Club

#### Competizioni nazionali
- Coppa Italia: 1

Napoli: 2011-2012
- Coppa Italia Serie C: 1

Padova: 2021-2022

### Nazionale
- Universiade: 1

2015